# Ariella Arida
Ariella Hernández Arida  es una modelo filipina nacida en Alaminos en 1989, concursó en Miss Universo 2013 representando a Filipinas.

## Biografía
Arida es graduada de Química de la Universidad de Filipinas, en Alaminos. Ella es deportista y ama el aire libre, en especial en la playa. Antes de ganar el título, Ara compitió en Miss Filipinas Tierra 2012 y era un ex Mutya ng Laguna titular. Además, Ariella es miembro de Iglesia Cristiana, una iglesia muy reconocida en Filipinas.

## Concursos de Belleza

### Miss Filipinas Tierra 2012
Participó en Miss Tierra Filipinas 2013 donde concursó sin éxito.

### Binibining Philippines 2013
Arida ganó Miss Binibining Filipinas en 2013 donde también fue la mejor en traje de baño; recibió la corona por parte de Janine Tugonon en un concurso celebrado en el Smart Araneta Coliseum el 14 de abril de 2013. Ella fue coronada junto con Binibining Pilipinas-International, Bea Rose Santiago; Binibining Pilipinas-Turismo, Joanna Cindy Miranda, señorita Supranational Filipinas, Mutya Johanna Datul y la Virreina, Pia Wurtzbach quien se destacaría por ganar Miss Universo 2015

### Miss Universo 2013
Ariella participó en el Miss Universo 2013 celebrado en Rusia donde logró entrar en el Top 16 a través del «Fan Vote». Durante la noche final continuó avanzando hasta llegar al Top 5 y finalmente quedar posicionada como tercera finalista solo superada por las representantes de Ecuador, España y la eventual ganadora de Venezuela.